# Епархия Батери
Епархия Батери (лат. Eparchia Batteriensis) — епархия Сиро-маланкарской католической церкви c центром в городе Батери, Индия. Епархия Батери входит в  митрополию Тируваллы. Кафедральным собором епархии Батери является церковь святого Фомы.

## История
28 октября 1978 года Римский папа Павел VI издал буллу Constat Paulum VI, которой учредил епархию Батери, выделив её из епархии Тируваллы. В этот же день епархия Батери вошла в митрополию Тривандрума.
15 мая 2006 года епархия Батери вошла в митрополию Тируваллы. 
25 января 2010 года епархия Батери передала часть своей территории новой епархии Путхура.

## Ординарии епархии
- епископ Cyril Baselios Malancharuvil (1978—1995);
- епископ Geevarghese Divannasios Ottathengil (1996—2010);
- епископ Joseph Thomas Konnath (2010 — по настоящее время).

## Источник
- Annuario Pontificio, Ватикан, 2007
- булла Constat Paulum VI  (лат.)